# Blonde Venus
Blonde Venus is een film uit 1932 onder regie van Josef von Sternberg.

## Verhaal
Helen is een Duitse actrice die stopt met werken als ze bevalt van een zoon. Vijf jaar later probeert ze het opnieuw te maken, ditmaal als zangeres onder de bijnaam "Blonde Venus". Ze gaat er met haar kind vandoor om geld te verdienen voor haar stervende man. Om daar aan te komen, zal ze een minnaar aan de haak moeten slaan. Dit kan ze echter niet lang geheimhouden.

## Rolverdeling
| Acteur           | Personage                      |
| ---------------- | ------------------------------ |
| Marlene Dietrich | Helen Faraday, aka Helen Jones |
| Herbert Marshall | Edward 'Ned' Faraday           |
| Cary Grant       | Nick Townsend                  |
| Dickie Moore     | Johnny Faraday                 |
| Sidney Toler     | Detective Wilson               |